# Coleophora gozmanyi
Coleophora gozmanyi é uma espécie de mariposa do gênero Coleophora pertencente à família Coleophoridae.